# Игорная комиссия Канаваке
Игорная комиссия Канаваке (англ. Kahnawake Gaming Commission) — официальный игорный регулятор Квебека, провинции Канады. Основными видами деятельности являются лицензирование онлайн казино, покер-румов, букмекерских контор, контроль, регулирование качества предоставляемых ими услуг.

## История создания Kahnawake Gaming Commission (KGC)
Игорная комиссия Канаваке создана 10 июня 1996 года в соответствии с положениями Закона MCR № 26.
К 1999 году организация разработала, утвердила Правила, направленные на регулирование индустрии интерактивных игр. В качестве основы создания положений и стандартов был использован опыт лицензирования игорных заведений в Австралии.
С этого момента Kahnawake Gaming Commission стала ведущим представителем сегмента лицензирования и регулирования онлайн азартных игр. Наравне с тем, Комиссия выдала разрешительные документы на осуществление деятельности трём наземным казино, действующим на территории Канаваке.
С 1998 года KGC является обладателем собственного информационного центра Mohawk Internet Technologies (MIT). Сервера данной организации служат местом расположения многих Интернет казино. На страницах сайта размещаются координаты операторов, действующих на основе лицензии Kahnawake Gaming Commission.

## Kahnawake Gaming Commission сегодня
Сегодня Kahnawake Gaming Commission является одной из самых узнаваемых и востребованных Комиссий для операторов онлайн игорных заведений. Действующий состав Комиссии включает трёх членов, назначенных Советом Mohawk Kahnawake. Переизбрание происходит каждые два года.
Лицензии KGC получили свыше 50 операторов, действующих в различных сегментах индустрии азарта. Общий перечень азартных игр данных заведений превышает 250 наименований.
Базовыми требованиям к операторам является гарантия обеспечения честной игры и бесперебойной выплаты выигрышей. Претендовать на получение лицензии KGC могут компании, способные обеспечить:
- использование качественного программного обеспечения;
- сотрудничество с независимыми аудиторами;
- наличие высокого авторитета в деловых кругах;
- гарантию выплат всех выигрышей.

Комиссия имеет право на отзыв лицензии при неисполнении оператором данных требований. Подтверждением наличия разрешительных документов служит баннер Kahnawake Gaming Comission, размещение которого обязательно на сайте игорного заведения.

## Виды лицензий Kahnawake Gaming Commission
Сегодня Kahnawake Gaming Commission предлагает возможность получения четырёх видов лицензий:
- Interactive Gaming License (IGC) — лицензия, дающая право на регистрацию хостинга в Канаваке. Действие документа распространяется только на один объект, не предусматривает осуществление деятельности на другом хостинге.
- Client Provider Authorizatio — подтверждает личность оператора, желающего организовать деятельность по предоставлению интерактивных игровых услуг на хостинге Канаваке. Обладатель лицензии именуется авторизированным клиент-провайдером. Обладатель СРА может предоставлять любые виды услуг на игорном рынке, вести деятельность онлайн казино, букмекерских контор или покер-румов.
- Inter-Jurisdictional Authorization — вторичная лицензия, предоставляемая оператору — обладателю лицензии, выданной под другой юрисдикцией и желающему организовать работу онлайн игорного заведения на территории Канаваке.
- Key Persons Licence — лицензия ключевого субъекта. Предоставляется лицам, занимающимся ведением управленческих функций оператора-владельца лицензии СРА.

Размер первоначального взноса на оформление разрешительных документов СРА составляет CAD 25 000, для каждого ключа Persons Licence — 5000 CAD. В случае отклонения запроса потенциального лицензиата, все расходы возмещаются.
Основой выдачи всех типов лицензий KGC служат Правила Комиссии, утверждённые в июле 1999 года, дальнейшие изменения и дополнения к Положениям.

## Основные функции Kahnawake Gaming Commission
Изначально основной функцией Игорной Комиссии Канаваке являлась выдача лицензий игорным оператором. Однако с момента утверждения Правил KGC в 1999 году, в положения документа было внесено ряд изменений, дополнений. Помощь в разработке и пересмотре норм оказали Франк Катания — бывший директор отдела Gaming в Нью-Джерси и Мюррей Маршал — главный юрисконсульта Комиссии.
В результате спектр направлений деятельности KGC заметно расширился. Сегодня, помимо лицензирования операторов, Комиссия занимается:
- регулированием и контролем деятельности игорных заведений, направленными на обеспечение честности, добросовестности, ответственности игры;
- выявлением проявлений подозрительной деятельности, способной служить показателем проведения преступных, мошеннических операций;
- обеспечением безопасности и защиты несовершеннолетних лиц и представителей других уязвимых социальных кругов;
- мониторингом качества работы систем и программного обеспечения игорных заведений. Весь игровой софт проходит тщательное тестирование на соответствие строгим требованиям Комиссии. Проверки осуществляются на ежемесячной основе.
- разбирательство жалоб. На электронный, почтовый адрес, факс Комиссии могут быть направлены любые жалобы в адрес лицензированного KGC поставщика азартных игр. Представители регулятора проводят внутреннее расследование, выступают посредником между игорным заведением и игроками, помогают найти решение проблемы.

## Партнёрские отношения Kahnawake Gaming Commission
Игорная Комиссия Канаваке работает в тесном сотрудничестве с другими организациями — представителями онлайн индустрии азарта. Среди партнёров KGC:
- независимое агентство Национальный центр исследования мошенничества (National Fraud Center). Данный институт специализируется на исследованиях проявлений подозрительных действий, помогает Комиссии в подтверждении достоверности информации, предоставленной потенциальными лицензиатами.
- Комиссия по регулирования финансовых услуг Антигуа и Барбуды (FSRC). Меморандум о взаимопонимании с данной организацией был подписан в 2005 году.
- Администрацией лотерей и азартных игр правительства Мальты (LGA). Сотрудничество продолжается с 2006 года.
- Комиссией по азартным играм Олдерни. Соглашение о сотрудничество заключено в 2010 году.
- Игорными комиссиями Онтарио, Санта-Исабель, Нью-Джерси. Соответствующие меморандумы подписаны в 2014 году.
- Комиссией Джерси, Нормандские острова. Соглашение о взаимодействии вступило в силу в 2015 году.